# Vemoth
Vemoth är ett svenskt Black metalband, bildat 2004 i Lindesberg. Vemoth är främst kända för sina liveshower som alltid innehåller litervis med djurblod samt användandet av djurkranier, eld, med mera på scenen. Det finns på scenen även klassiska attribut som nitar, läder, paint och boots spelar stor roll i de ofta uppmärksammade scenshowerna. stilmässigt så rör sig Vemoth i gränslandet mellan döds och black metal, men definierar sig själva som extrem alternativ black metal.
Vemoth har bland annat spelat i Tyskland, Slovenien, Italien, Schweiz och Österrike. 

## Medlemmar
Nuvarande medlemmar
- Adimirion – basgitarr (2004– )
- Toxal (Kalle Jansson) – trummor (2004– )
- Draugald (Ola Högblom) – gitarr (2004– )
- Behemiron – sång (2004–2007, 2008– )

Tidigare medlemmar
- Amatis – gitarr (2004)
- Varn – gitarr (2008–?)

## Diskografi
Demo
- 2005 – Blodregn[2]

Studioalbum
- 2005 – Köttkroksvals (Temple of Darkness Records)[2]
- 2009 – Upcomming End (Dental Records)